# Le Barde (Sibelius)
Le Barde (en finnois : Bardi), op. 64, est un court poème symphonique composé en 1913 par le compositeur finlandais Jean Sibelius. Il a été créé à Helsinki le 27 mars 1913 par l'Orchestre philharmonique d'Helsinki, dirigé par le compositeur lui-même, mais il a été révisé en 1914. La nouvelle version a été jouée pour la première fois à Helsinki le 9 janvier 1916, toujours sous la direction du compositeur.
La première en Angleterre est un concert radiodiffusé sous la direction d'Adrian Boult en 1935. La première interprétation publique a été faite par Sir Thomas Beecham en 1938.

## Historique
Le Barde est une des plus belles petites œuvres orchestrales de Sibelius. Andrew Barnett, spécialiste de la musique de Sibelius, a supposé que cette pièce pourrait être le premier mouvement manquant de l'esquisse originale en trois mouvements des Océanides. 
Erik Tawaststjerna pensait que le compositeur a probablement été inspiré par le poème de Johan Ludvig Runeberg Le Barde, bien que le compositeur lui-même a contesté ce point. Le titre retenu au départ par Sibelius était probablement Der Ritter und die Najade.
Il a pu très bien y avoir plusieurs sources extra-musicales d'inspiration. Sibelius lui-même a associé le morceau avec le monde des Eddas et les poèmes ossianiques et a déclaré que la composition était « quelque chose comme une ancienne ballade scandinave du temps des Vikings ».

## Orchestration
| Instrumentation du poème symphonique le Barde                                 |
| Cordes                                                                        |
| premiers violons, seconds violons, altos, violoncelles, contrebasses, 1 harpe |
| Bois                                                                          |
| 2 flûtes 2 hautbois, 2 clarinettes en si, 1 clarinette basse, 2 bassons       |
| Cuivres                                                                       |
| 4 cors en fa, 2 trompettes en si, 3 trombones                                 |
| Percussions                                                                   |
| timbales, grosse caisse, tam-tam                                              |

## Enregistrements
La pièce a été enregistrée par :
- Adrian Boult et l'Orchestre philharmonique de Londres
- Okko Kamu et l'Orchestre symphonique de Lahti.